# Wolter Sievers
Wolter Sievers eller Siewers, död före 27 augusti 1722 i Norrköping, var en svensk silversmed och mästare.

## Biografi
Han var son till direktören vid Tobakskompaniet Wolter Siewers och Christina Ellkerhusen och gift med Catharina Bernegau. Sievers inskrevs 26 april 1681 i lära hos guldsmeden J. Ellerhusen i Stockholm. 1688 lämnar han sin lära och blev (troligen 1693) silversmedsmästare vid silversmedskrået i Norrköping och 1706 var han bisittare i Norrköpings guldsmedsämbete. Han var en av de främsta efterföljarna till Henning Petris formspråk och silversmide och en av de främsta svenska barocksilverkonstnärer . Bland hans arbeten märks ett flertal rikt figursmyckade praktfat i drivet silver. Hans fat räknas till de främsta silversmidesarbeten som producerades i Sverige omkring 1700 och hans stora fat som finns på Skokloster är utan tvekan Sveriges förnämsta barockfat. Motivet på fatet består av Bacchus och Ariadnes triumftåg med en riklig figurframställning och man antar att han som förlaga har haft en fransk gravyr eftersom det vid denna tidpunkt var vanligt att de svenska silversmederna arbetade efter utländska förlagor. Bakgrundskompositionerna består av en schablonartad arrangerad miljö med kolonner, barriärer och draperier medan huvudmotivet är desto mer bearbetat. Hans motivval innefattar framställningar av Juno och påfågeln, Danaë och guldregnet, Hoppet samt religiösa motiv som Evas skapelse. Siewers är representerad  med ljusstakar i Sankt Olai kyrka i Norrköping, vinkanna i Fornåsa kyrka, praktfat i Skokloster slott och vid Nationalmuseum, Kungliga slottet, Zornmuseet i Mora, Hallwylska museet, Malmö museum, Nordiska museet, Kalmar läns museum, Östergötlands museum och Sjöhistoriska museet i Stockholm.  

### Familj
Sievers var gift med Catharina Bernegau (1667–1724), dotter till guldsmeden Göran Bernegau i Norrköping och Anna Birgersdotter. De fick tillsammans dottern Catharina Sievers (1708–1792) som var gift med guldsmeden Johan Pettersson Berg i Norrköping.